# Lê Bả Thành
Lê Bả Thành (ur. 12 października 1934) – wietnamski judoka. Olimpijczyk z Tokio 1964, gdzie zajął siedemnaste miejsce w wadze średniej.

## Letnie Igrzyska Olimpijskie 1964
| Konkurencja | Eliminacje          | Eliminacje              | Klas. końcowa |
| Konkurencja | Przeciwnik I        | Przeciwnik II           | Miejsce       |
| ----------- | ------------------- | ----------------------- | ------------- |
| -80 kg      | Kim Eui-tae (KOR) P | Huang Chin-chun (TPE) P | 17.           |